# Barb comú
El barb comú (Luciobarbus bocagei) és una espècie de peix teleosti de la família dels ciprínids i de l'ordre dels cipriniformes.

## Morfologia
És un barb gros, que sovint sobrepassa els 300 mm de longitud, tot i que les mides màximes descrites arriben als 800 mm. Pot arribar a pesar més de 1,5kg.
El cos és allargat i esvelt, té forma de cilindre. El cap és més allargat i els ulls són més grossos que els del barb de muntanya. Com tots els barbs, té dos parells de barbes, que en aquesta espècie són llargs: el primer d'ells arriba a la part anterior de l'ull i el segon, a la part posterior. L'aleta caudal presenta una forcadura molt marcada. Els més joves són pigallats, i poden ésser confosos fàcilment amb barbs de muntanya.
De tons bruns amb reflexos verdosos o daurats. Tant l'aleta anal com les aletes parells tenen el mateix tint vermellós, i fosques la dorsal i la caudal.
Arriba a la maduresa sexual entre els quatre i sis anys de vida. Els mascles en època d'aparellament presenten uns petits bonys al centre del cap mentre que les femelles ho presenten llis. La femella és més gran de talla que el mascle.

## Ecologia
És una espècie omnívora, que s'alimenta tant d'algues i restes vegetals com d'invertebrats aquàtics. Habita a la península Ibèrica i ocupa els cursos mitjans dels rius, preferint fons pedregosos o de grava. És gregari i forma bancs prop del fons. Durant l'hivern entra en una mena d'hibernació, formant petits grups sota les pedres o la vegetació en aigües profundes. A l'època de reproducció, però, remunten els rius i poden ocupar zones més altes i de corrent més intens. La reproducció ocorre a finals de primavera i començaments de l'estiu. La maduració sexual és tardana, ja que s'assoleix amb uns 3 anys de vida i més de 100 mm de longitud, tot i que alguns individus, sobretot mascles, poden madurar abans. La fressa s'esdevé en trams amb substrats de pedres i graves. A l'època de reproducció, els mascles mostren uns grans tubercles nupcials, especialment desenvolupats als voltants de la boca.
- Barbus bocagei bocagei (rius Duero, Tajo, Xúquer i Túria).
- Barbus barbus graellsii (Steindachner, 1866) (rius Ebre, Nervión i Llobregat)
- Barbus barbus sclateri (Günther, 1868) (rius Guadiana, Guadalquivir i Segura).[5]